# Grand Destiny
Albums de Sear Bliss
The Haunting
(1998) Forsaken Symphony
(2002)
Grand Destiny est le troisième album studio du groupe de black metal symphonique hongrois Sear Bliss. L'album est sorti en avril 2001 sous le label Nephilim Records.
Cet opus a été ré-édité en avril 2002 par le label Red Stream, peu après que le groupe ait signé un contrat avec ce dernier. Il sera également ré-édité en 2006 par le label Vic Records avec ses deux prédécesseurs, Phantoms et The Haunting.
L'album a reçu un assez bon succès à sa sortie. En effet, les avis des fans du groupe et des critiques vis-à-vis de l'opus ont été globalement plutôt élogieuses.

## Musiciens
- Nagy András – chant, basse
- Horváth Péter András – guitare
- Neubrandt István – guitare
- Schönberger Zoltán – batterie
- Pál Zoltán – trombone

## Liste des morceaux
1. The Slowing of Time – 1:47
2. The World Beyond – 3:05
3. Death in Torment – 7:11
4. Arx Idolatriae – 4:23
5. Labyrinth of Pain – 6:39
6. Hate Blade – 2:24
7. Black Heart – 3:19
8. God Man – 6:22
9. Moments of Falling – 6:00
10. Infinitude – 5:40